# CN Tower (Эдмонтон)
CN Tower — 111-метровая, 26-этажная офисная башня, расположенная в Эдмонтоне, Альберта, Канада. Башня была построена Canadian National Railway в качестве первого небоскрёба Эдмонтона, а после завершения строительства в 1966 году она была самым высоким зданием в Западной Канаде.
Си-Эн Тауэр оставалась самым высоким зданием Эдмонтона и Западной Канады до 1971 года, когда её превзошла Эдмонтон-хаус.

## История
Первоначально строительная площадка находилась на станции CNR Edmonton, которая была построена в 1905 году и впоследствии расширена в 1928 году. Станция CNR была снесена в 1953 году, и территория, на которой было построено расширение, станет местом, на котором будет построена башня CN.

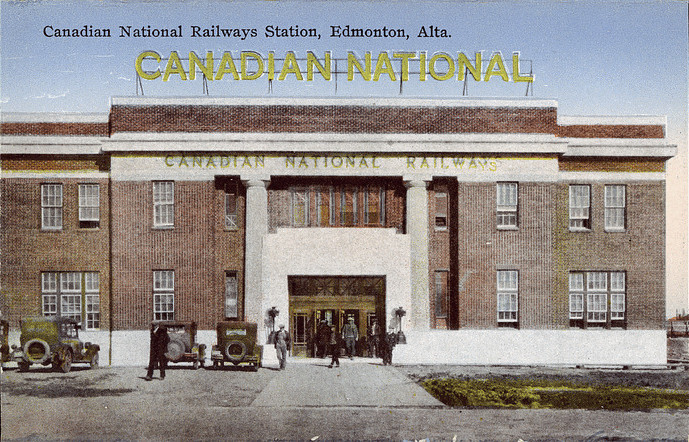
Бывшая железнодорожная станция, которую снесли, чтобы освободить место для башни.

О планах башни было объявлено в 1963 году, а строительство началось осенью 1964 года. Allied Development Corporation of Calgary наняла Abugov & Sunderland для проектирования и Hashman Construction Company для строительства башни CN Tower за 10,5 миллионов канадских долларов, которая была самой высокой офисной башней в Западной Канаде, когда она была завершена в октябре 1966 года. На церемонии открытия башни присутствовали вице-губернатор Альберты Грант МакЭван и премьер Альберты Эрнест Мэннинг.
Си-Эн Тауэр олицетворяет современный международный стиль архитектуры и является ранним примером дизайна башни-подиума. Си-Эн Тауэр была куплена базирующейся в Калгари стратегической группой в рамках продажи в случае бедствия, последние оставшиеся служащие Канадской национальной железной дороги выехали из здания в 2008 году. Логотип Канадской национальной железной дороги до сих пор находится над главным входом и на крыше здания. Компания Canadian National стремилась построить вторую башню в Эдмонтоне в рамках более крупной программы реконструкции центра города, которая в 1969 году должна была стать 42-этажной офисной башней, однако впоследствии проект был отменён.
Построенный с видом на старую канадскую национальную железнодорожную станцию, в подвале здания когда-то находился главный пассажирский железнодорожный вокзал Эдмонтона, пока железнодорожные пути, ведущие в центр Эдмонтона, не были удалены в 1998 году. С тех пор пассажирские поезда, идущие в Эдмонтон, останавливались на железнодорожной станции Эдмонтон, расположенной недалеко от бывшего аэропорта, который был закрыт в 2013 году.
18 июля 2009 года во время сильной грозы зданию было нанесено структурное повреждение снаружи. Две машины были раздавлены обломками у основания здания.